# Cape St. Marys
Cape St. Marys är en udde i Kanada.   Den ligger i provinsen Nova Scotia, i den sydöstra delen av landet, 800 km öster om huvudstaden Ottawa.
Terrängen inåt land är platt. Havet är nära Cape St. Marys västerut. Runt Cape St. Marys är det glesbefolkat, med 9 invånare per kvadratkilometer.. 
I omgivningarna runt Cape St. Marys växer i huvudsak blandskog.